# Ricky Grace
Ricky Ray Grace (Dallas, 20 agosto 1967) è un ex cestista statunitense naturalizzato australiano, professionista nella NBA e in Australia.

## Carriera
È stato selezionato dagli Utah Jazz al terzo giro del Draft NBA 1988 (67ª scelta assoluta).
Con l'Australia ha disputato i Giochi olimpici di Sydney 2000.

## Palmarès
- USBL Rookie of the Year (1988)
- USBL All-Rookie Team (1988)